# Месси (пума)
Ме́сси — домашняя пума. Принадлежит семейной паре из Пензы — Александру и Марии Дмитриевым, которые  выкупили пуму из зоопарка в 2016 году. В 2017 году Дмитриевы создали аккаунт в Instagram и канал YouTube для Месси, который к 2018 году стал популярным как модель и интернет-знаменитость, на май 2022 года насчитывал 2 миллиона подписчиков.

## Биография
Месси родился 30 октября 2015 года в Саранском зоопарке. Он был одним из трех новорожденных детёнышей пумы, которые были названы в честь игроков профессионального футбольного клуба «Барселона». Своё имя Месси получил в честь капитана команды Лионеля Месси, а двое других котят были названы Суарес и самка-Неймар (позднее получившая имя Афина). Детёныши получили «футбольные» имена, потому что Саранск был одним из нескольких городов, принимавших Чемпионат мира по футболу 2018 года в России. Когда ему было три месяца, Месси был продан в зоопарк в Пензе.
Из троих детёнышей Месси имел самое слабое здоровье, из-за чего были опасения, что малыш не выживет. Поскольку пумы не обитают на территории России, выпустить его в дикую природу не представлялось возможным. Помимо этого у него множество других проблем со здоровьем, из-за которых он оказался неспособен жить в зоопарке или заповеднике. Работники зоопарка изначально планировали усыпить его.
В 2016 году Александр и Мария Дмитриевы посетили Пензенский зоопарк и впервые встретились с Месси. Любовь с первого взгляда оказалась сильнее здравого смысла, терзаний и опасений. Через несколько дней пара обратилась к директору зоопарка с предложением выкупить пуму и не встретила никаких препятствий. Их предупредили, что котенок крайне болезненный и требует тщательного ухода и внимания, но это не охладило пыл новоиспеченных «родителей». Александр всегда хотел держать дома крупную кошку и задумывался о приобретении рыси, но, увидев в вольере детеныша пумы, сразу же понял — это его питомец.

## Домашняя жизнь
До недавнего времени Месси жил с Александром и Марией в маленькой однокомнатной квартире-студии в Пензе. Содержание пумы в домашних условиях оказалось очень непростой задачей. Во-первых, это было дикое животное, предки которого жили на воле и почти не пересекались с человеком. Во-вторых, у Месси было слабое здоровье, а найти в Пензе специалиста по лечению больших кошек и обеспечить животное медикаментами и соответствующим уходом было очень сложно.
Чтобы большая кошка смогла поддерживать себя в хорошей физической форме, для Месси оборудовали специальную игровую зону, а для выгула животного пришлось конструировать и заказывать особый нестандартный ошейник. Часть прихожей пришлось переоборудовать под домик с лесенкой и деревом для лазанья, а косяки дверей превратить в огромные когтеточки под размер массивных лап. По советам опытных заводчиков, одну из стен сделали зеркальной (чтобы животное не чувствовало себя одиноким), накупили игрушек, лакомств. У Месси нежный и спокойный характер, и он никогда прежде не нападал на человека. Дмитриевы иногда называют его «котёнком» и «зайкой». По мнению владельцев, Месси похож на большую домашнюю собаку. Но существенные различия между собакой и пумой, конечно же, существуют. Они касаются, в первую очередь, воспитания животного. Найти в Пензе дрессировщика диких животных, который смог бы заниматься с Месси, Дмитриевы не смогли, поэтому пришлось обратиться в обычную школу для дрессировки собак, где он выучил около 10 команд.
Помимо Месси, в семье Дмитриевых жила кошка-сфинкс по имени Кира (скончалась 29 апреля 2021 года), но она не была склонна любезно относиться к компании пумы. Также, в конце 2019 года у них поселилась самка гепарда Ичель, до этого выступавшая в цирке. Ичель скончалась 16 апреля 2020 года от рака лёгких.
16 сентября 2020 года (на это время ей семь лет) в их семье появилась еще одна совершенно чудесная самка гепарда по имени Герда. Она родилась в Африке, после чего переехала в зоопарк города Сочи. Там и состоялась первая их с Александром встреча. Теперь эта прекрасная гепардиха обрела семью. Однако Месси ревниво относится к Герде и периодически ворчит и шипит на неё, из-за чего Дмитриевы временно изолировали этих хищников друг от друга во избежание серьёзных конфликтов между ними.
Месси кормят два раза в день, и его рацион состоит в основном из сырой индейки, говядины и курицы (при этом кот безумно любит креветки). Дмитриевым питание пумы обходится около 630 рублей в день. Пара регулярно моет Месси в ванне и периодически подстригает когти. 31 декабря 2019 года пара переехала в частный дом вместе со своими питомцами и в ближайшем будущем планирует исполнить главную мечту: приобрести котенка гепарда, а также завести собаку.

## Внимание СМИ
В 2017 году Дмитриевы создали учетную запись Instagram и YouTube-канал для Месси, которые назывались «I_am_puma». Фотографии и видео, опубликованные в этих социальных сетях, показывают различные аспекты повседневной жизни с пумой. Учетные записи Месси в социальных сетях быстро взлетели в популярности; к январю 2018 года аккаунт в Instagram уже имел почти 150 000 подписчиков и более 50 миллионов просмотров. В настоящее время у аккаунтов Instagram и Youtube более 1 500 000 подписчиков

## Критика
Несмотря на то, что в социальных сетях было в основном положительное внимание, некоторые критиковали Дмитриевых за то, что они держали Месси в домашних условиях. Противники одомашнивания диких животных опасаются, что дикие потребности Месси не будут удовлетворены и что, когда Месси достигнет половой зрелости, он может стать более склонным к опасному поведению. Они советуют Дмитриевым отправить Месси в зоопарк или заповедник. Дмитриевы, однако, считают, что Месси не сможет выжить в дикой обстановке, так как вырос в неволе, так же он имеет несколько хронических заболеваний и размер тела меньше, чем у средней пумы, живущей в дикой природе (вероятно плохая генетика). Хотя пара не одобряет одомашнивание большой кошки в целом, они считают, что Месси — особый случай из-за его спокойной личности и состояния здоровья.